# Ximena Rincón
Ximena Cecilia Rincón González (Concepción, 5 de julio de 1967) es una abogada y política chilena.
Exmilitante demócratacristiana y actualmente presidenta del partido Demócratas. 
Ha sido superintendenta de Seguridad Social durante el gobierno del presidente Ricardo Lagos entre 2000 y 2005, intendenta de la Región Metropolitana desde 2005 hasta 2006 —en la misma administración—, senadora por la Circunscripción 11 (correspondiente a Maule Sur, que comprendía las provincias de Linares y Cauquenes) entre 2010 y 2014; y ministra de Estado en el segundo gobierno de Michelle Bachelet, en las carteras de Secretaría General de la Presidencia y del Trabajo y Previsión Social entre 2014-2015 y 2015-2016, respectivamente. En 2018 asumió como senadora en representación de la Circunscripción 9, Región del Maule, desempeñándose bajo esa gestión entre agosto de 2021 y marzo de 2022, como presidenta del Senado.
Fue la candidata presidencial de su partido para la elección de noviembre de 2021, tras ganar en las primarias realizadas entre militantes del PDC, derrotando al exministro y exalcalde Alberto Undurraga. Rincón obtuvo cerca del 57% de los votos, de un total de 27.000 sufragios registrados. Pero la candidatura no prosperó y meses después su partido proclamó a su par Yasna Provoste Campillay el 23 de julio de ese año.

## Biografía

### Familia
Nació el 5 de julio de 1967, en Concepción, hija del matrimonio formado por Ricardo Rincón Iglesias y Luisa González Cofré. Es hermana del exdiputado Ricardo Rincón, de los periodistas Mónica y Rodrigo Rincón, y de la psicóloga Paulina Rincón.
Estuvo casada entre 1989 y 2011 con el exdiputado también democratacristiano, Juan Carlos Latorre, con quien tiene tres hijos; Valentina, Juan Carlos y Juan Pablo.

### Estudios
En 1984, término sus estudios secundarios, egresando del Colegio Carmela Romero de Espinosa, de las madres dominicas, en Concepción. Luego, estudió un año licenciatura en historia, en la Universidad de Concepción (estudios que no completó) y también estudio derecho en la Universidad Católica de la Santísima Concepción. Posteriormente, a mitad de carrera, ingresó a la Facultad de Derecho de la Universidad de Chile, donde obtuvo su licenciatura en ciencias jurídicas y sociales, con la memoria La muerte en la ley de transplante y donación de organos N° 19.451 de 1996. Se tituló como abogada el 9 de junio de 1997. Posteriormente, cursó un diplomado en gestión y liderazgo.

## Carrera política

### Inicios y cargos en el ámbito privado

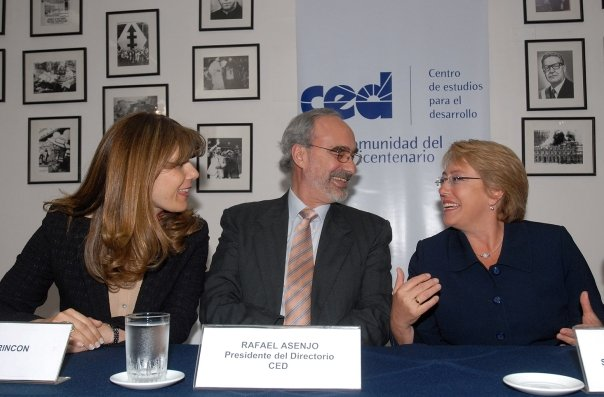
Rincón en el CED en 2008.

Se inició en política a los catorce años, mientras cursaba la enseñanza media, al integrarse a la directiva juvenil del Partido Demócrata Cristiano. Además, participó en actividades de oposición al régimen militar. Una vez en la universidad, se perfiló como dirigenta estudiantil.
Durante el plebiscito nacional de 1988, participó en la llamada «Cruzada por la Participación Ciudadana».
Se desempeñó como vicepresidenta ejecutiva de la Fundación para la Promoción y Desarrollo de la Mujer (Prodemu) entre 1998 y 2000, durante el mandato del presidente Eduardo Frei Ruiz-Tagle. En el gobierno de Ricardo Lagos fue nombrada superintendenta de Seguridad Social, desempeñando el cargo desde el 11 de marzo del 2000 hasta el 26 de enero de 2005. Durante ese periodo representó al gobierno de Chile ante la Organización Internacional del Trabajo (OIT). También, participó en el Congreso de Salud Ocupacional realizado en Roma, Italia, en noviembre de 2004.
El 27 de enero de 2005 fue nombrada intendenta de la Región Metropolitana de Santiago llegando a ser la primera mujer en ocupar el cargo, sirviendo hasta el 11 de marzo de 2006. Como intendenta, en mayo de 2005, representó a la Región Metropolitana en la Asamblea de Metrópolis realizada en Berlín, Alemania.
Tras el fin del gobierno de Ricardo Lagos, Rincón ingresó en 2006 al directorio de la AFP Provida, lo que motivó críticas de miembros de su propio partido que apuntaron a la posibilidad de realizar lobby mientras se discutía una importante reforma al sistema previsional propuesta por el gobierno de Michelle Bachelet.
Ha sido vicepresidenta del Partido Demócrata Cristiano de Chile (PDC), fecha en que asumió la presidencia del partido Soledad Alvear (2006), y presidenta del Centro de Estudios para el Desarrollo (CED) —un think tank ligado a la Concertación— y miembro del Consejo de Comunidad Mujer.

### Senadora (2010-2014) y precandidata presidencial
En 2008 fue precandidata para ser alcaldesa de la comuna de Santiago; el cupo finalmente sería entregado a su compañero de partido Jaime Ravinet, quien fue derrotado por Pablo Zalaquett (UDI).
Para las elecciones parlamentarias de 2009, anunció su candidatura senatorial por la circunscripción n.º 11 de Maule Sur para el periodo legislativo 2010-2018, en las cuales salió elegida con el 31,03% de los votos. Integró las comisiones permanentes de Agricultura; de Desafíos del Futuro, Ciencia, Tecnología e Innovación; de Hacienda; de Minería y Energía; de Trabajo y Previsión Social; Especial Mixta de Presupuestos; y la Cuarta Subcomisión Especial Mixta de Presupuestos y Primera Subcomisión Especial Mixta de Presupuestos.
Dejó vacante su escaño en marzo de 2014, al asumir como ministra de Estado, siendo reemplazada por Manuel Antonio Matta luego de una elección primaria del PDC, realizada el 27 de abril de 2014.

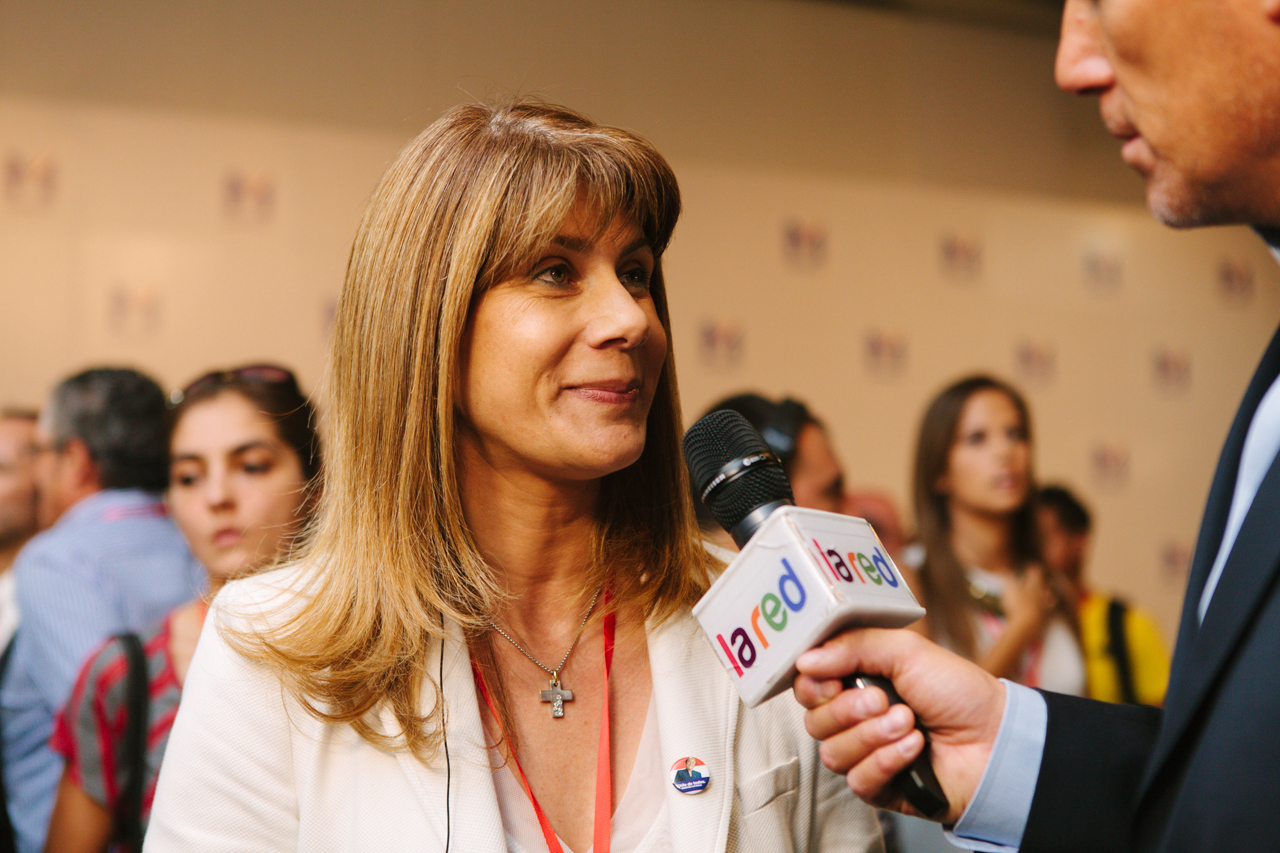
Rincón en 2013.

En diciembre del año 2011 en el programa de televisión Mentiras verdaderas de La Red, Rincón anunció sus intenciones de ser candidata presidencial en la elección presidencial del año 2013. Dentro de su partido existió debate respecto a la posibilidad de levantar una candidatura propia o plegarse a la potencial candidatura de Michelle Bachelet; finalmente, el partido decidió por la primera opción y dos militantes demostraron su interés por ser el precandidato de la colectividad: Ximena Rincón, y el ese entonces alcalde de Peñalolén, Claudio Orrego. Frente a tal escenario, el PDC definió en noviembre de 2012 realizar una primaria interna para definir su precandidato a la primaria de la Nueva Mayoría, la cual se realizó el 19 de enero de 2013. En ésta resultó elegido Orrego como precandidato del PDC.

### Ministra de Estado (2014-2016)
El 24 de enero de 2014 la presidenta electa Michelle Bachelet la escogió para ser ministra de la Secretaría General de la Presidencia de su futuro gobierno. Asumió el cargo el 11 de marzo de 2014. En mayo de 2015 y en su primer ajuste al Gabinete de Ministros la presidenta le pidió encabezar el Ministerio del Trabajo y Previsión Social en medio de la tramitación legislativa de la "Reforma Laboral". Cesó en el cargo el 18 de noviembre de 2016, siendo reemplazada por Alejandra Krauss Valle.

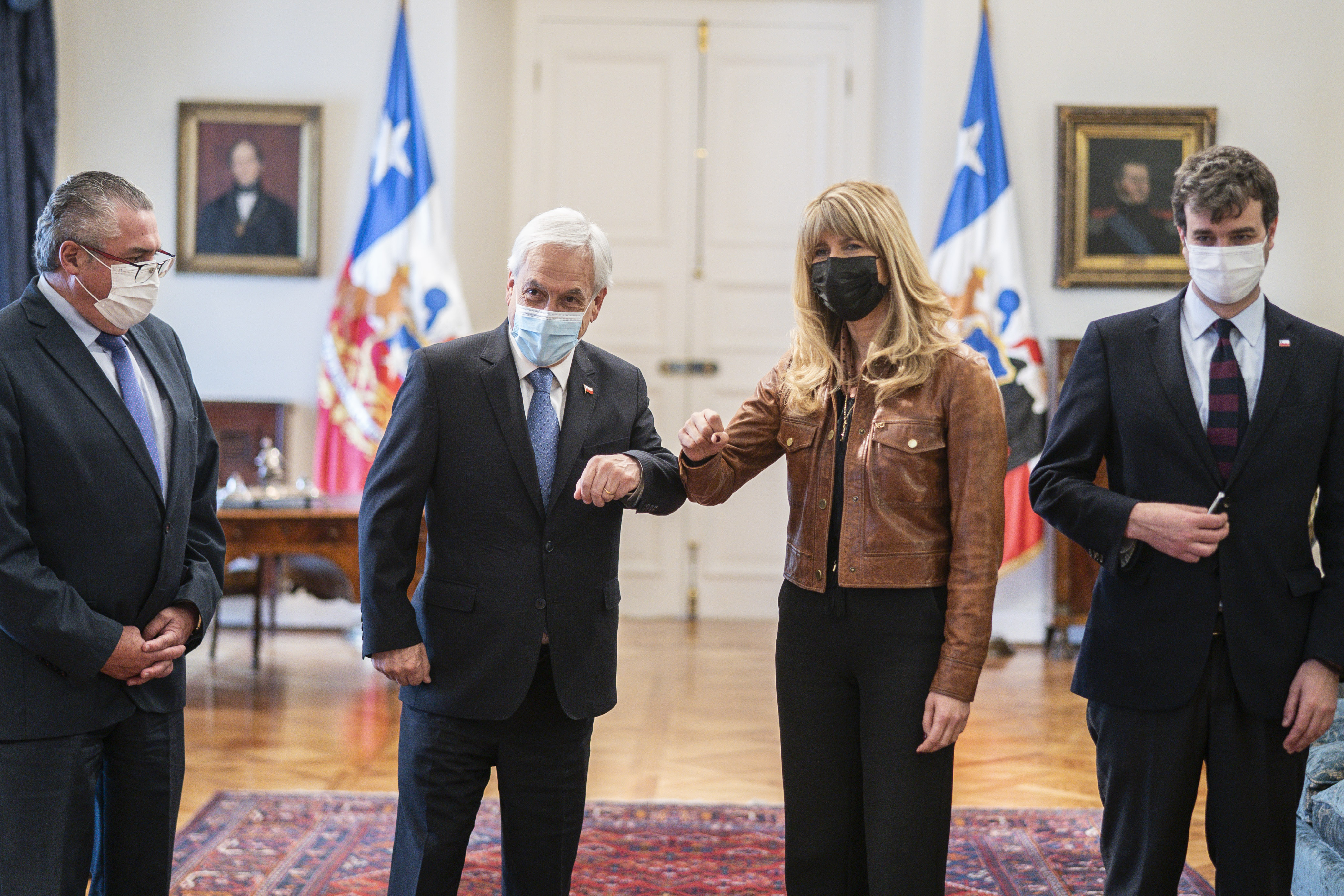
El presidente Piñera con la Senadora Rincón en 2022

### Senadora (2018-)
En las elecciones parlamentarias de noviembre de 2017, compitió por un cupo por la 9.ª Circunscripción, Región del Maule (por el periodo 2018-2026), siendo electa con 38.750 votos, equivalentes al 10,48% del total de sufragios válidamente emitidos.
Desde el 21 de marzo de 2018, de la Comisión Permanente de Economía, de la cual presidió desde la fecha citada al 13 de marzo del año siguiente. Asimismo, integra desde la misma fecha, las comisiones permanentes de Intereses Marítimos, Pesca y Acuicultura, la que preside desde el 15 de mayo de 2020; y de Agricultura. A contar del 11 de abril de 2018, integra la Comisión Permanente Especial Mixta de Presupuestos.
A contar del 3 de abril de 2018, integra la Comisión especial encargada de tramitar proyectos de ley relacionados con los niños, niñas y adolescentes. Infancia, la que preside a contar del 12 de marzo de 2019.
El 23 de diciembre de 2020, inscribió su precandidatura presidencial para ser designada candidata de la Democracia Cristiana en las primarias del partido de 24 de enero de 2021. En esa primaria resultó electa, pero finalmente su partido escogió a Yasna Provoste como representante.
El 25 de agosto de 2021, fue elegida por la directiva de su partido como presidenta del Senado, luego de la renuncia de Yasna Provoste para dedicarse a su candidatura presidencial, convirtiéndose en la cuarta mujer en asumir dicho cargo. Cesó en el cargo el 11 de marzo de 2022, y desde esa misma fecha comenzó a trabajar en las comisiones permanentes de Desafíos del Futuro, Ciencia, Tecnología e Innovación; y de Relaciones Exteriores.
El 27 de octubre de 2022 comunicó su renuncia a la Democracia Cristiana, después de 40 años de militancia en dicho partido. Es así como a partir del 2 de noviembre de 2022, Rincón forma junto al también Senador y también exmilitante de la Democracia Cristiana, Matías Walker y un grupo de exmilitantes de partidos de centroizquierda, conforman un nuevo partido llamado Demócratas. 

## Controversias

### Participación en las AFP
En 2006, luego de dejar la Superintendencia de Seguridad Social, se integró al gobierno corporativo de la AFP Provida, al mismo tiempo en que se discutía la reforma previsional durante la primera administración de Michelle Bachelet. En 2008 declaró no estar arrepentida de participar en la entidad. Esto volvió a generar polémica en 2024, durante el debate en el Congreso sobre la reforma de pensiones del gobierno de Gabriel Boric, cuando se acusó a la senadora de ser un "brazo articulador de las AFP", por su oposición a la reforma.

### «Voy a tomar palco»
El día 12 de enero de 2022, mientras en el Senado se votaba una ley que le prohibía al gobierno de turno realizar licitaciones de recursos naturales durante sus últimos días de administración, Rincón hizo una intervención, luego de la cual, sin darse cuenta de que su micrófono seguía abierto, le comentó susurrando y entre risas a su colega, también de la Democracia Cristiana, Jorge Pizarro, «Cómo va a sufrir el próximo gobierno y yo voy a tomar palco», refiriéndose al gobierno de Boric, entonces presidente electo. Preguntada por sus dichos, ella dijo que se refería a que en el Senado tienen la última palabra entre admisibilidad e inadmisibilidad, por lo que al gobierno de Boric se le vendría un panorama complejo, pero que no le tocará decidir a ella esos temas, ya que solo es un voto más.

### Apoyo a la opción Rechazo y renuncia a la DC
En julio de 2022, tras finalizado el proceso para la redacción de una propuesta de nueva constitución, la Democracia Cristiana decidió en un referéndum apoyar la opción Apruebo para el plebiscito constitucional de salida. Sin embargo, Rincón, junto al también senador Matías Walker, el exconvencional constitucional Fuad Chahín y el expresidente de la República Eduardo Frei Ruiz-Tagle, declararon que apoyarían a la opción Rechazo y harían campaña por ella. Es así como Rincón formó parte de las campañas de la franja del Rechazo «Una que nos una» y «Centroizquierda x el Rechazo».
Esto le valió críticas en las redes sociales de personas que se declaraban de izquierda y centroizquierda. Incluso, Rincón fue denunciada junto a Walker, Chahín y Frei por los también militantes de la Democracia Cristiana, Roberto Alvarado y Guido Iturriaga, ante el Tribunal Supremo del partido, ya que eran los únicos militantes en apoyar la opción contraria a la que ellos habían decidido apoyar, en contraposición al partido. Pues, según los denunciantes, los díscolos intentaban «derechizar el partido», con su apoyo a la opción Rechazo, lo cual «desafía y daña nuestra institucionalidad partidaria».
En agosto de 2022, Rincón fue convocada a un debate con la presidenta del Partido Socialista, Paulina Vodanovic, en el programa Estado Nacional de Televisión Nacional de Chile. Mientras Rincón apoyaba la opción Rechazo, Vodanovic apoyaba la opción Apruebo. Hubo un punto de tensión en el debate cuando se discutía un acuerdo que se hizo con la izquierda de hacerle modificaciones a algunos puntos propuestos dentro del borrador constitucional una vez este fuera aprobado. Rincón sostenía que estos cambios se harían a espaldas de la Convención Constitucional y que no era necesario aprobar la propuesta para hacerlos, pues había que volver a discutir los puntos que conformen una propuesta constitucional. A esto, Vodanovic sostuvo que Rincón se refería a que había que volver a discutir una propuesta «hasta que a la derecha le guste». Esto provocó la molestia de Rincón, quien pensaba que Vodanovic la estaba etiquetando como alguien de derecha y negó estar ubicada en ese lado del espectro político.
El 27 de octubre de 2022, a más de un mes del plebiscito constitucional de salida donde la opción Rechazo obtuvo una aplastante victoria, motivada por la molestia que provocó su apoyo a la opción ganadora al interior de la Democracia Cristiana, Rincón renunció al partido tras cuatro décadas de militancia. El 14 de febrero de 2023, pese a esta renuncia, el tribunal supremo de la Democracia Cristiana resolvió expulsarla de manera oficial del partido, lo cual no afectó a Rincón, ya que la senadora declaró tras esta decisión que siempre defenderá sus principios y convicciones sin importarle las consecuencias.

### Giro sin retorno a la derecha
En enero de 2023, Ximena Rincón firmó un requerimiento dirigido al Tribunal Constitucional para que el presidente Gabriel Boric revoque los indultos a los presos políticos del estallido social de 2019. Esta petición fue firmada junto a los senadores de derecha Javier Macaya (presidente de la UDI), Francisco Chahuán (presidente de RN) y Luciano Cruz-Coke (jefe de la bancada de senadores de Evópoli).
El 14 de marzo de 2023, se hizo público que Rincón y Matías Walker se incorporaron al comité administrativo de senadores de Evópoli, debido a que como congresistas no tenían espacio en las decisiones de la Corporación ni la infraestructura. Esto les valió críticas en las redes sociales, debido a que Evópoli es un partido de derecha y ambos habían declarado que eran de centroizquierda y que el partido Demócratas era un partido de centro. Al ser consultada si esta acción significaba un giro a la derecha, Rincón dijo que la bancada del partido fue la única que les ofreció integrar su comité de senadores, aclarando además que ellos no habían cambiado sus convicciones y que este acto responde a un tema meramente administrativo, ya que al estar en un partido en formación no contaban con minutos de intervención en el Senado.
En mayo de 2023, Rincón junto a Matías Walker, Rodrigo Galilea, Francisco Chahuán y Javier Macaya presentaron un proyecto alternativo al presentado por el gobierno de Gabriel Boric para que se cumpla el fallo de la Corte Suprema para la devolución de cobros excesivos por parte de las Isapres. Dicho proyecto presentado por los senadores, buscaba limitar esta devolución, y fue aprobado en el Senado. Todo esto ocurrió a pesar de que en el año 2020, Rincón en sus redes sociales criticó tajantemente los cobros excesivos de las mismas.
En abril de 2024, Rincón declaró estar dispuesta a formar un pacto político junto al partido de extrema derecha, el Partido Republicano. Según declaró ella, "hoy día no son los mismos republicanos que nos hicieron fracasar en el proceso constitucional", pero que ella y su partido estarían dispuestos a formar un bloque con ellos bajo la condición de que dejen la "lógica trasnochada" (de conservadurismo extremo) de José Antonio Kast, fundador y líder del partido.
En noviembre de 2024, Rincón junto a su partido Demócratas declararon que para la segunda vuelta de las elecciones de gobernadores regionales, le otorgarían su apoyo como candidato a Gobernador de la Región Metropolitana al candidato derechista Francisco Orrego, quien disputaba el cargo con Claudio Orrego, independiente de centro que iba por la reelección. Esto provocó la molestia de uno de sus militantes, Fuad Chahín, quien decidió renunciar al partido, declarando que «yo no me fui de la DC (...) para militar en un partido que sea el vagón de cola de la derecha».
En abril de 2025, Rincón cuestionó las declaraciones de Evelyn Matthei en Radio Agricultura, donde la candidata de Chile Vamos sostuvo que el golpe de Estado de 1973 había sido necesario y que era inevitable que en los primeros años se produjeran muertes. Pese a esto, en julio de 2025, Rincón manifestó la posibilidad de apoyar a Matthei, aunque supeditó dicho respaldo a ciertas condiciones. Finalmente, en agosto de 2025, tras retirar su propia candidatura presidencial al no lograr reunir las firmas necesarias, Rincón y su partido Demócratas oficializaron su apoyo a Matthei. En esa misma ocasión, anunciaron un pacto con los partidos de derecha RN, Evópoli y UDI, denominado «Chile Grande y Unido».

### Apoyo a la opción A Favor por el borrador del Consejo Constitucional de 2023
El 7 de mayo de 2023, se llevaron a cabo las elecciones para elegir a los miembros del Consejo Constitucional que se encargaría de redactar una nueva propuesta que reemplazaría a la actual Constitución Política de la República. En aquel entonces, Rincón declaró su apoyo a Juan Sutil, expresidente de la Confederación de la Producción y del Comercio, quien se postulaba para el Consejo Constitucional por un cupo en Renovación Nacional, partido de centroderecha, justificando este apoyo revelando que se necesitaba "personas moderadas". Si bien Sutil estaba resultando electo, tuvo que ceder su cupo a Ivonne Mangelsdorff, debido a criterios de paridad. Por su parte, la gran mayoría de los miembros del consejo que resultaron electos fueron del Partido Republicano, partido de extrema derecha.
Pese a que en un principio, Rincón criticó las normas aprobadas en el consejo constitucional y que, a su parecer, la opción "En Contra" tenía más posibilidades de ganar si es que no se hacían modificaciones a los puntos aprobados, ad portas del cierre del proceso llevado a cabo el día 7 de noviembre de 2023, la senadora junto a su partido Demócratas declaró que votarían por la opción A Favor y que impulsaría reformas a dichos puntos en caso de aprobarse la propuesta, a pesar de que ella declaró con la propuesta anterior que no era necesario aprobarse para reformar sus puntos. Además declaró que el texto constitucional “no es de derechas”.
El día 29 de noviembre de 2023, al llevarse a cabo la inauguración del segundo centro de atención y reparación para mujeres víctimas y sobrevivientes de violencia sexual, el presidente Gabriel Boric declaró que en Chile « no se puede retroceder en los derechos que ustedes (las mujeres) se han ganado». Sus dichos provocaron molestias entre diversos partidos y figuras políticas que hacían campaña por la opción «A Favor», con Rincón declarando que el mandatario «se transforma en vocero de la campaña del "En contra", se transforma una vez más en activista (...). Quiero decirle al Presidente que lea el texto: avanza en derechos como nunca en la historia de nuestro país. Quiero invitar a hombres y mujeres a que lean el texto y no se dejen engañar por (...) el propio Presidente de la República», siendo que el mandatario jamás declaró en ningún momento que votaría por la opción «En Contra».

### Quiebre de acuerdo en Senado
En marzo de 2024, se hizo público que Ximena Rincón, junto a la derecha, rompieron un acuerdo que fue establecido años atrás, donde para el año 2024, la presidencia de la Cámara Alta le correspondería al Partido por la Democracia (PPD). La jornada comenzó con la aceptación de la renuncia de Juan Antonio Coloma (UDI) a la presidencia de la corporación y Francisco Huenchumilla (DC) a su vicepresidencia. Sin embargo, el PPD propuso de última hora a Pedro Araya como presidente, por lo que el partido de derecha Renovación Nacional propuso a José García Ruminot para la presidencia. En el acuerdo también se establecía que Rincón debía integrar la comisión de Hacienda del Senado. Sin embargo, eso fue cuando ella era parte del Partido Demócrata Cristiano, pero debido a que ella había renunciado para formar el partido Demócratas, militantes de la DC le dijeron que el cupo no era para ella, ya que ella ya no formaba parte de su comité, pues ese cupo le correspondía a la Democracia Cristiana. Dicho esto, entre sus intentos por formar parte de la comisión de Hacienda, Ximena Rincón, junto a su compañero y cofundador de Demócratas Matías Walker, dio su voto para Ruminot, quien resultó electo con 27 votos a favor contra 22 a favor de Araya. También entre otras cosas del acuerdo, se establecía que la vicepresidencia fuera ocupada por Luciano Cruz-Coke, pero tras la ruptura del acuerdo, él propuso como candidato a la vicepresidencia a Walker, quien resultó electo.
Los parlamentarios oficialistas acusaron una "emboscada política", considerando este acto como un gesto de una nueva alianza política entre Demócratas y el movimiento derechista Chile Vamos. Incluso, en el momento de votar por la vicepresidencia, Huenchumilla en su intervención justificó su abstención en el voto, lamentando este acto cometido por Rincón y Walker y recordó cuando en el año 1938, el expresidente Eduardo Frei Montalva y varios jóvenes renunciaron al Partido Conservador y se fueron de la derecha para formar el partido Demócrata Cristiano, y acusó que 84 años después, tanto Rincón como Walker, sus excompañeros de partido, volvieron a la derecha, retrocediendo así en la historia. Otra senadora que lamentó esto fue Paulina Vodanovic, quien declaró que Rincón, quien afirma que no es de derecha, ha votado con la derecha y hoy está en el pacto de la derecha.

## Condecoraciones

### Condecoraciones extranjeras
- Gran Cruz de la Orden de Isabel la Católica ( España, 24 de octubre de 2014).[46]

## Historial electoral

### Elecciones parlamentarias de 2009
- Elecciones parlamentarias de 2009, candidata a senadora por la Circunscripción 11, Maule Sur (Cauquenes, Chanco, Colbún, Linares, Longaví, Parral, Pelluhue, Retiro, San Javier, Villa Alegre y Yerbas Buenas)[47]

| Candidato                | Pacto                         | Partido | Votos  | %     | Resultado |
| ------------------------ | ----------------------------- | ------- | ------ | ----- | --------- |
| Hernán Larraín Fernández | Coalición por el Cambio       | UDI     | 68 354 | 43,12 | Senador   |
| Ximena Rincón González   | Concertación y Juntos Podemos | PDC     | 49 241 | 31,06 | Senadora  |
| Jaime Naranjo Ortiz      | Concertación y Juntos Podemos | PS      | 33 181 | 20,93 |           |
| Juan Ariztía Correa      | Coalición por el Cambio       | ILB     | 6172   | 3,89  |           |
| Marilén Cabrera Olmos    | Nueva Mayoría para Chile      | PH      | 1583   | 1,00  |           |

### Primarias presidenciales Partido Demócrata Cristiano 2013
|  | 59,21 % |

|  | 40,79 % |

### Elecciones parlamentarias de 2017
- Elecciones parlamentarias de 2017, candidata a senadora por la 9° Circunscripción, Región del Maule (Cauquenes, Chanco, Colbún, Constitución, Curepto, Curicó, Empedrado, Hualañé, Licantén, Linares, Longaví, Maule, Molina, Parral, Pelarco, Pelluhue, Pencahue, Rauco, Retiro, Río Claro, Romeral, Sagrada Familia, San Clemente, San Javier, San Rafael, Talca, Teno, Vichuquén, Villa Alegre, Yerbas Buenas)[48]

| Candidato                         | Pacto                    | Partido | Votos  | %      | Resultados |
| --------------------------------- | ------------------------ | ------- | ------ | ------ | ---------- |
| Juan Antonio Coloma Correa        | Chile Vamos              | UDI     | 58 616 | 15,85% | Senador    |
| Juan Castro Prieto                | Chile Vamos              | IND-RN  | 54 480 | 14,73% | Senador    |
| Andrés Velasco Brañes             | Sumemos                  | CIU     | 38 862 | 10,50% |            |
| Ximena Rincón González            | Convergencia Democrática | PDC     | 38 750 | 10,48% | Senadora   |
| Álvaro Elizalde Soto              | La Fuerza de la Mayoría  | PS      | 30 914 | 8,36%  | Senador    |
| Andrés Zaldívar Larraín           | Convergencia Democrática | PDC     | 29 598 | 8,01%  |            |
| Rodrigo Galilea Vial              | Chile Vamos              | RN      | 28 221 | 7,63%  | Senador    |
| Alfredo Sfeir Younis              | Frente Amplio            | IND-PL  | 21 142 | 5,72%  |            |
| Jorge Tarud Daccarett             | La Fuerza de la Mayoría  | PPD     | 14 095 | 3,81%  |            |
| María Eugenia Lorenzini Lorenzini | Frente Amplio            | RD      | 4781   | 1,29%  |            |

### Primarias presidenciales Partido Demócrata Cristiano 2021
|  | 57,47 % |

|  | 42,53 % |